# 清水美紀
清水 美紀（しみず みき、1980年3月3日 - ）は、元東海テレビ放送のアナウンサー。広島県出身。

## 人物・経歴
詳細は基礎情報を参照。広島女学院大学卒業後、2002年に東海テレビに入社。同期に元同局アナウンサーの武藤祐子がいる。
愛称は一般的な「美紀ちゃん」のほかにも「美紀エンジェル」があったが、これは新人時代に担当していた『ぷりっぷり』での役柄に由来する。
競馬に詳しく、著名レース前の『スーパーサタデー』のスポーツコーナーでは、過去のデータや競馬用語を交えた予想をおこなっていた。2008年春の番組改編に伴い、『スーパーサタデー』を3月29日に、『DREAM競馬』を3月30日に卒業し、以来競馬からは遠ざかった。同年3月31日からは『FNN東海テレビスーパーニュース』のキャスターを担当した。
在籍期間中、東海地区の地上デジタル放送推進大使を務めていたこともある。また、2009年9月21日 - 9月25日には、長野翼（当時フジテレビアナウンサー）のピンチヒッターとして東京発『FNNスーパーニュース』を担当した。フジテレビの17時台では関東パートにも出演したが、東海テレビは同17時台をネットしていなかった。
2010年3月31日をもって東海テレビを退社。同年9月25日、アナウンサー時代にアシスタントを務めていた『スーパーサタデー』の最終回にビデオメッセージという形で出演した。

## 過去の担当番組
- やっぱイチバン!東海テレビ
- ぷりっぷり（2002年10月 - 2005年3月、主演）
- ぴーかんテレビ 元気がいいね! （2003年、リポーター）
- DREAM競馬（2003年 - 2008年3月30日、アシスタント）
- FNN東海テレニュース
- ドラゴンズTODAY
- ☆もの（2003年、アシスタント）
- 激闘!オレごはん（2004年10月 - 2006年3月、応援リポーター）
- スーパーサタデー（2006年4月 - 2008年3月29日、2代目アシスタント）
- FNN東海テレビスーパーニュース（2008年3月 - 2010年3月、メインキャスター） - キャスター起用前にも宮沢桃子の代理で出演したことがある。
- FNNスーパーニュース（2009年9月21日 - 9月25日） - 長野翼の代理で出演。